# Histoire générale de la Zhuang
L’Histoire générale de la Zhuang est un livre historique de Huang Xianfan et ses élèves. Édité en 1988, il traite de l'histoire, de la culture et de la langue de l'ethnie Zhuang, une des 56 nationalités de Chine. Cet ouvrage couvre une période qui va de la date présumée de l'apparition de l'ethnie Zhuang jusqu'à l'époque moderne, en passant par la préhistoire et l'antiquité.
Ce livre donne en 882 pages un panorama couvrant les origines, l'histoire, la culture, la langue, l'art, la littérature, la coutume, le chant populaire, le système Dulao, le système Tusi et les croyances religieuses de l'ethnie Zhuang. Ce livre est la première Histoire générale de l'ethnie Zhuang de l'histoire de la Chine.

## Note
1. ↑  Pan Yong Cai, Huang Xianfan et son Histoire générale de la Zhuang, Guangxi Littéraire et historique, Nanning, 2000, 1vol.